# Полівське (озеро)
Полівське — прісне проточне озеро  на території Великогубського сільського поселення в Медвеж'єгорському районі Республіки Карелія. На південно-східному березі озера знаходиться покинуте нині село Поля.
За даними М. І. Мільчіка озеро і дало назву селу Поля, яке в 1720-му році мало назву «на Верхньому озері Полівська», а в 1867 — Полівське (Полівська).

## Загальний опис
Раніше було частиною Онезького прильодовикового озера, що існувало на різних етапах відступу льодовика. Згідно з попередніми даними, відділення Полевського озера сталося в бореалі.
В озеро впадають річка Бліжняя (Бліжняя) з болота і річка Лімозерка із озера Лімозеро, а витікає одна річка, яка, в свою чергу тече в сусіднє Керацьке озеро, розташоване в 500 метрах північніше.
Дно мулисте, багато підводної рослинності.

## Фауна
В озері мешкають: щука, окунь, плотва. Щука зростає до трьох кілограмів, окунь попадає 300-400 грамів. Озеро зі «своїм характером»: можна наловити, а можна й не зловити нічого, взимку практично не клює, відзначаються рідкісні виходи окуня по останньому льоду, віддає перевагу балансиру, клює також на блешню.
Вода в озері темна, забарвлення риби теж темніше звичного, тож і смак риби через таку воду відрізняється від звичної онежської риби.